# I Wanna Get Funky
| 전문가 평가                           | 전문가 평가 |
| 평가 점수                             | 평가 점수   |
| 출처                                  | 점수        |
| ------------------------------------- | ----------- |
| AllMusic                              | [ 1 ]       |
| The Penguin Guide to Blues Recordings | [ 2 ]       |

《I Wanna Get Funky》는 1972년에 녹음되어 1974년에 발매된 미국의 블루스 음악가 알버트 킹의 여덟 번째 스튜디오 음반으로, 무거운 펑크 오버톤으로 다양한 블루스 곡들을 커버한다. 바케이즈가 이끄는 리듬 섹션과 멤피스 호른즈의 호른 편곡으로, 올뮤직은 이 음반을 "또 하나의 매우 견고한 70년대 초반 나들이"로 간주한다.

## 평가
올뮤직에서 스티브 카운슬은 《I Wanna Get Funky》에 별 5개 중 5개를 부여하며 "《I Wanna Get Funky》에는 알버트의 베스트 기타 솔로가 있고, 밴드는 펑키하고, 노래는 소울풀하고, 프로듀싱은 아름답고, 정말 놀라운 음반입니다. 10대 때 소호 레코드 가게에서 처음 들었을 때만큼 듣기 좋습니다. 남부의 땀에 젖은 클럽으로 옮겨졌다는 느낌이 들었고, 알버트는 그때 내 마음을 날려버렸고, 그는 여전히 그렇게 하고 있으며, 그의 연주는 그가 그것을 통해 심오하게 말할 수 있는 권위를 가지고 있습니다! 알버트처럼 연주한 사람은 아무도 없었고, 스티비 레이 본은 시도했지만 지미는 그를 다른 곳으로 데려갔고, 알버트는 이 디스크에 자신의 이름을 기념하는 의식을 가졌다고 주장했지만 다른 사람들이 그를 블루스의 킹으로 칭송하도록 내버려두지 않았습니다."

## 곡 목록
| #  | 제목                                    | 작사·작곡                          | 재생 시간 |
| -- | --------------------------------------- | ---------------------------------- | --------- |
| 1. | 〈I Wanna Get Funky〉                   | 칼 스미스                          | 4:08      |
| 2. | 〈Playing on Me〉                       | 마크 라이스                        | 3:25      |
| 3. | 〈Walking the Back Streets and Crying〉 | 샌디 존스                          | 6:28      |
| 4. | 〈Til My Back Ain't Got No Bone〉       | 에디 플로이드, 알 벨               | 7:32      |
| 5. | 〈Flat Tire〉                           | 헨리 부시, 부커 T. 존스, 알버트 킹 | 4:43      |
| 6. | 〈I Can't Hear Nothing But the Blues〉  | 부시, 데이브 클라크                | 4:16      |
| 7. | 〈Travelin' Man〉                       | 킹                                 | 2:52      |
| 8. | 〈Crosscut Saw〉                        | R.G. 포드                          | 7:45      |
| 9. | 〈That's What the Blues Is All About〉  | 바비 패터슨, 제리 스트릭랜드       | 3:53      |